# Scytodepsa magna
Scytodepsa magna är en insektsart som beskrevs av Goding. Scytodepsa magna ingår i släktet Scytodepsa och familjen hornstritar. Inga underarter finns listade i Catalogue of Life.